# Härligt strålar Guds eviga ljus
Härligt strålar Guds eviga ljus är en sång från 1913 med text av Kaleb Johnson och musik av Eric Bergman.

## Publicerad i
- Frälsningsarméns sångbok 1929 som nr 268 under rubriken "Jubel, erfarenhet och vittnesbörd".
- Musik till Frälsningsarméns sångbok 1930 som nr 268.
- Frälsningsarméns sångbok 1968 som nr 296 under rubriken "Jubel och tacksägelse".
- Frälsningsarméns sångbok 1990 som nr 688 under rubriken "Framtiden och hoppet".